# Yulara
Yulara é uma localidade no sul do Território do Norte, na Austrália. Situa-se em um enclave não incorporado dentro da região de MacDonnell. No censo australiano de 2016, Yulara tinha uma população permanente de 1 099 habitantes, em uma área de 103,33 km². Situa-se a 18 quilômetros (11 mi) por rodovia do patrimônio mundial natural de Uluru, também conhecido como "Ayers Rock" e a 55 quilômetros (34 mi) de Kata Tjuta ("the Olgas").

## História
No início da década de 1970, a pressão causada pelo turismo sem regulação e sem infraestrutura, inclusos hotéis próximos ao monolito Uluru (também conhecido como Ayers Rock), estava causando efeito deletérios no meio ambiente da região de Uluru e Kata Tjuta. Após uma recomendação do Senado da Austrália para a remoção de todas as construções junto à base da rocha e pela construção de um novo resort na região do Parque Nacional Uluru-Kata Tjuta, o governo australiano concordou em 1973 em realocar as instalações hoteleiras em um novo lugar fora do parque. Em 1976, o Governador-Geral estabeleceu a  localidade de  Yulara, a 14 quilômetros (8,7 mi) de Uluru.
Após o Território do Norte receber a autonomia administrativa em 1978, o desenvolvimento da região tornou em prioridade para o governo territorial. Entre 1978 a 1981, a infraestrutura básica (rodovias, saneamento básico, etc.) foi instalada. Em 1980, o governo instalou uma companhia, a Yulara Development Company Limited, para desenvolver as instalações turísticas. Quando as novas instalações ficaram prontas, em 1984, o governo australiano encerrou todos os arrendamentos das instalações situadas junto a Uluru e a região foi ambientalmente reabilitada pelo Serviço nacional de Parques (agora Parks Australia). Nessa mesma época, o parque nacional foi renomeado Uluṟu-Kata Tjuṯa e sua propriedade, passada às populações indígenas, que a arrendaram de volta para a Parks Australia por 99 anos.
Havia inicialmente três hotéis, mas a competição entre eles estava prejudicando a viabilidade do empreendimento. Entre 1990 a 1992 todas as instalações concorrentes fundiram-se numa só organização governamental, a Investnorth Management Pty Ltd. Em 1992, o governo vendeu 40% da participação a uma joint venture. Em 1997, o resort foi vendido em sua totalidade à General Property Trust, que apontou a Voyages Hotels & Resorts como operadora. Esta empresa geria todas as atividades, com exceção da agência de correios (Australia Post) e do banco (ANZ). quase todos os habitantes moravam em residêncas alugadas junto à operadora, enquanto o governo fazia isto por seus empregados; assim sendo, os moradores de Yulara na sua grande maioria ou são funcionários do resort ou são operadores turísticos. Em 2011, o resort foi novamente vendido à Indigenous Land Corporation, que opera o complexo através de sua subsidiária, Voyages Indigenous Tourism Australia.

## População
De acordo com o censo australiano de 2016, havia 1099 habitantes em Yulara.
- Aborígenes australianos perfaziam 14,2% da população;
- 52,8% da população nasceu na Austrália e 62,6% falava apenas o inglês em casa;
- A resposta mais comum à pergunta sobre religião era "sem religião", com 38,4%.[1]

## Transporte
O aeroporto próximo torna possível chegar à região em poucas horas a partir de  Sydney, Melbourne, Alice Springs ou Cairns, comparando-se às cinco horas de carro a partir de Alice Springs, a cidade de maior porte mais próxima, situada a  428 quilômetros (270 mi) noroeste.
O resort é atendido por uma rodovia principal, a Lasseter Highway, que está em processo de expansão para lidar melhor com a demanda do turismo. A leste esta rodovia se encontra com a Stuart Highway, que cruza o centro do continente australiano de norte a sul. as ooutras rodovias da região têm pouco tráfego e pouca manutenção. A rodovia Great Central Road, na direção oeste e sudoeste, dirige-se rumo à Austrália Ocidental, mas só transitável por veículos de tração integral com possibilidade de realizar travessias a vau. Autorizações de circulação devem ser obtidas com o Aboriginal Land Council para viagens a leste de Kata Tjuta.

## Clima
Yulara possui um clima desértico (BWh) com verões longos e quentes invernos curtos e frios, com precipitação escassa ao longo do ano. É possível a ocorrência de geada em algumas manhãs de inverno.
| Dados climáticos para Aeroporto de Yulara | Dados climáticos para Aeroporto de Yulara | Dados climáticos para Aeroporto de Yulara | Dados climáticos para Aeroporto de Yulara | Dados climáticos para Aeroporto de Yulara | Dados climáticos para Aeroporto de Yulara | Dados climáticos para Aeroporto de Yulara | Dados climáticos para Aeroporto de Yulara | Dados climáticos para Aeroporto de Yulara | Dados climáticos para Aeroporto de Yulara | Dados climáticos para Aeroporto de Yulara | Dados climáticos para Aeroporto de Yulara | Dados climáticos para Aeroporto de Yulara | Dados climáticos para Aeroporto de Yulara |
| Mês                                       | Jan                                       | Fev                                       | Mar                                       | Abr                                       | Mai                                       | Jun                                       | Jul                                       | Ago                                       | Set                                       | Out                                       | Nov                                       | Dez                                       | Ano                                       |
| ----------------------------------------- | ----------------------------------------- | ----------------------------------------- | ----------------------------------------- | ----------------------------------------- | ----------------------------------------- | ----------------------------------------- | ----------------------------------------- | ----------------------------------------- | ----------------------------------------- | ----------------------------------------- | ----------------------------------------- | ----------------------------------------- | ----------------------------------------- |
| Recorde alta °C (°F)                      | 46.4 (115.5)                              | 45.8 (114.4)                              | 42.9 (109.2)                              | 39.6 (103.3)                              | 35.7 (96.3)                               | 36.4 (97.5)                               | 31.1 (88)                                 | 35.0 (95)                                 | 38.7 (101.7)                              | 42.3 (108.1)                              | 45.0 (113)                                | 47.0 (116.6)                              | 47.0 (116.6)                              |
| Média alta °C (°F)                        | 38.4 (101.1)                              | 36.9 (98.4)                               | 34.4 (93.9)                               | 29.8 (85.6)                               | 24.2 (75.6)                               | 20.4 (68.7)                               | 20.4 (68.7)                               | 23.7 (74.7)                               | 28.8 (83.8)                               | 32.4 (90.3)                               | 35.1 (95.2)                               | 36.5 (97.7)                               | 30.1 (86.2)                               |
| Média baixa °C (°F)                       | 22.7 (72.9)                               | 22.1 (71.8)                               | 19.3 (66.7)                               | 14.4 (57.9)                               | 9.3 (48.7)                                | 5.6 (42.1)                                | 4.4 (39.9)                                | 5.9 (42.6)                                | 10.7 (51.3)                               | 15.0 (59)                                 | 18.4 (65.1)                               | 20.8 (69.4)                               | 14.1 (57.4)                               |
| Recorde baixa °C (°F)                     | 12.7 (54.9)                               | 12.1 (53.8)                               | 8.0 (46.4)                                | 1.3 (34.3)                                | 1.1 (34)                                  | −1.8 (28.8)                               | −3.6 (25.5)                               | −2.2 (28)                                 | −1.0 (30.2)                               | 4.5 (40.1)                                | 6.5 (43.7)                                | 9.9 (49.8)                                | −3.6 (25.5)                               |
| Precipitação média mm (pol.)              | 25.8 (1.016)                              | 39.6 (1.559)                              | 35.1 (1.382)                              | 14.7 (0.579)                              | 13.0 (0.512)                              | 17.4 (0.685)                              | 18.4 (0.724)                              | 4.3 (0.169)                               | 7.4 (0.291)                               | 20.7 (0.815)                              | 34.2 (1.346)                              | 40.2 (1.583)                              | 274.6 (10.811)                            |
| Fonte: Bureau of Metrology                |                                           |                                           |                                           |                                           |                                           |                                           |                                           |                                           |                                           |                                           |                                           |                                           |                                           |